# Покинувшие лагерь
Покинувшие лагерь (англ. Decampitated, иное название Летняя расчленёнка) — американский комедийно-пародийный фильм ужасов 1998 года режиссёра Мэтта Каннингема. Фильм пародирует многие стереотипы и штампы фильмов ужасов 90-х годов, в частности Крик, Городские легенды, Техасская резня бензопилой, Ведьма из Блэр и так далее. В целом в фильме многие актёры являются достаточно молодыми, а для большинства их появление на экране является дебютным.

## Сюжет
Компания молодых людей решает отправиться в поход и для этого обращается в туристическое агентство. Турагент советует им посетить небольшой домик, который расположен в лесу. Однако, при этом, он уточняет, что возле дома, порой, находят расчленённые трупы людей. Молодых людей этот факт никоим образом не пугает и, заполнив старый автомобиль Гаррета различного рода походным инвентарём, компания отправляется в этот самый домик.
Вскоре, не доехав до дома, у них ломается машина, и тогда компания решает отправиться к пункту назначения пешком. После остановки на привал своих друзей покидает Винс, который решил не дожидаться остальных и первым найти домик. Винс уходит в глубину леса и находит лесной домик, в котором, оказывается, одиноко проживает трансвестит. Немногим позже Винс встречает убийцу, который жестоко с ним расправляется. Вскоре вся компания встречается с маньяком и пытается ему всячески противостоять.

## В ролях
- Майк Харт — Гаррет
- Джонатан Скотт — Винс
- Томас Мартвик — Роджер
- Стив Ладден — Тоби
- Кристина Паттерсон Керет — Эйприл
- Бетани Ла Ву — Пейдж
- Эми Гордон — Кэндис
- Райан Лоуири — Трансвестит Джейк

## Художественные особенности
В качестве саундтрэка зритель может слышать музыкальные композиции в исполнении групп H20, Strife, Coalesce и Hatebreed. 

### Образ убийцы
Убийца в фильме носит маску пасечника и сумочку на боку, в которую он складывает отрубленные части тел своих жертв. Злодей преимущественно орудует мачете, а при поиске жертв насвистывает себе нос весёлую мелодию. 

### Специальные эффекты
Фильм насыщен различного рода кровавыми эффектами и отрубленными частями тела. При этом многие персонажи, после того как у них отрубили какую-либо часть тела, не умирают, но продолжают жить, убегая, например, от своего преследователя. Так, один из персонажей, после отрубания его руки, берёт её в другую и убегает от убийцы; Гаррет, в свою очередь, длительное время в течение фильма ходит с воткнутым в бок мачете, а сам убийца, после того, как у него была отрезана газонокосилкой рука, просто с помощью степлера прикрепил её в естественное место.